# أبو زيان الثالث
 أبو زيان الثالث  سلطان الدولة الزيانية الرابع والعشرون بتلمسان. تولى بعد وفاة أخيه السلطان أبي عبد الله الخامس وحكم لفترتين الأولى لأيام سنة 1516 خلعه بعدها عمه أبو حمو الثالث، والثانية لأشهر سنة 1518 انتهت بمقتله.

## اسمه ونسبه
أبو زيان محمد بن أبي عبد الله الرابع الثابتي بن أبي عبد الله الثالث المتوكل بن أبي زيان محمد بن أبي ثابت الثاني بن أبي تاشفين الثاني بن أبي حمو موسى الثاني بن أبي يعقوب يوسف بن أبي زيد عبد الرحمن بن أبي زكريا يحي بن يغمراسن بن زيان العبدوادي الزناتي.

## وفاته
| سبقه أبو عبد الله الخامس | سلطان الدولة الزيانية 1516 | تبعه أبو حمو موسى الثالث |
| سبقه أبو حمو موسى الثالث | الفترة الثانية 1518        | تبعه أبو حمو موسى الثالث |